# Абдул Халілі
Абдул Халілі (швед. Abdul Khalili, нар. 7 червня 1992, Швеція) — шведський футболіст палестинського походження, півзахисник турецького клубу «Мерсін Ідманюрду» та національної збірної Швеції.

## Клубна кар'єра
Народився 7 червня 1992 року в місті Швеція. Вихованець футбольної школи клубу «Хогаборгс» з четвертого за рівнем дивізіону Швеції. Зігравши лише два матчі за першу команду, Халілі був викуплений  «Гельсінгборгом», але відразу ж для отримання ігрової практики був відданий «Хогаборгсу» назад в оренду ще на сезон.

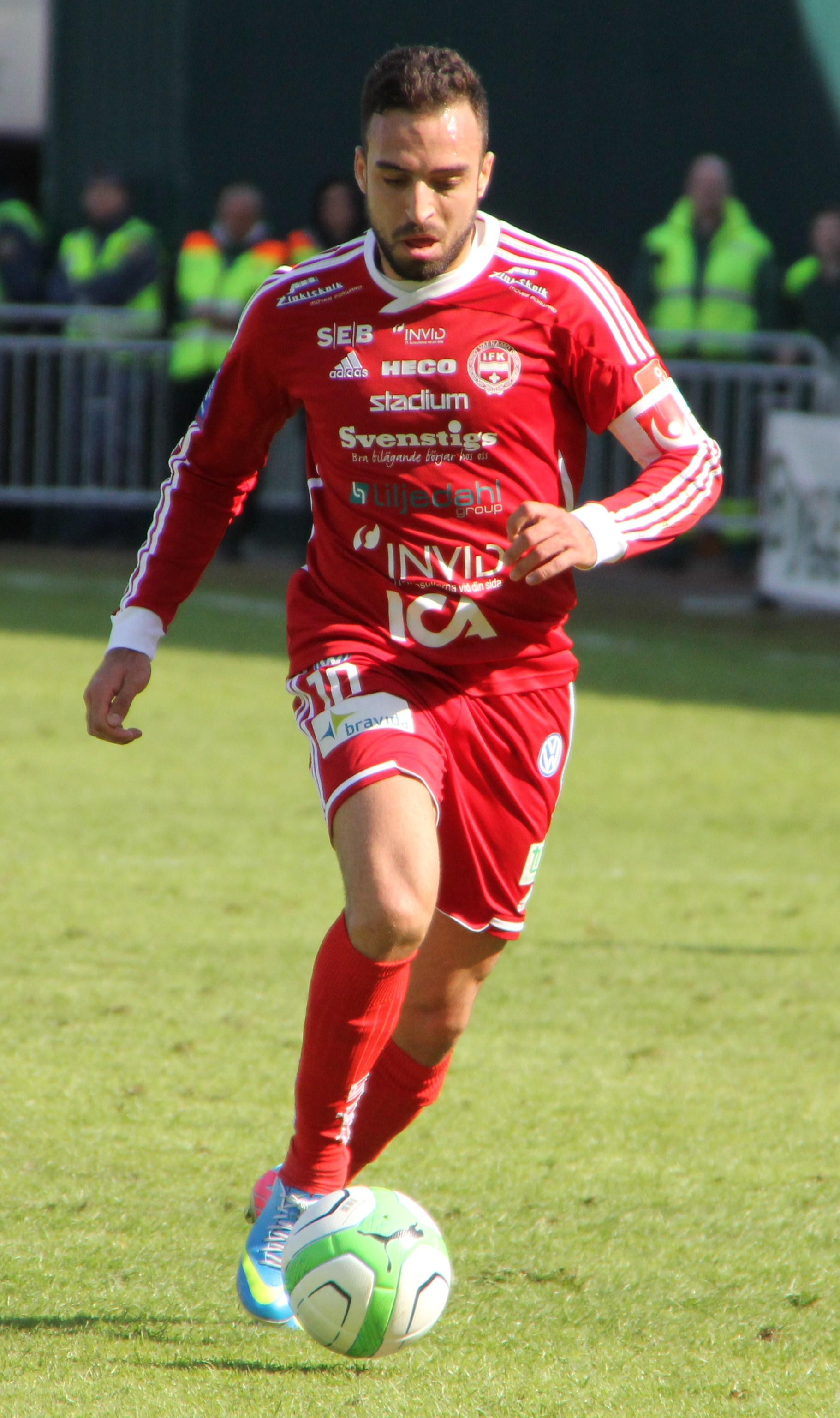
Абдул Халілі під час виступів за «Вернамо». 14 квітня 2013 року.

2010 року Абдул повернувся до «Гельсінгборга». 26 липня в матчі проти «Геккена» Халілі дебютував у Аллсвенскан лізі. У тому ж році він став володарем Кубка Швеції. 
Не зумівши завоювати місце в основі Абдул був відданий в оренду у «Вернамо». 23 липня 2011 року в поєдинку проти «Ландскруни» він дебютував у Супереттан, другому за рівнем дивізіоні Швеції. У цьому ж матчі Абдул забив свій перший гол за клуб. 2012 року Халілі приєднався до «Вернамо» на постійній основі і провів там ще два сезони. 
В січні 2014 року Халілі знову став гравцем «Гельсінгборга». 27 квітня 2014 року в поєдинку проти «М'єльбю» Халілі забив свій перший гол на вищому рівні.
Влітку 2014 року Абдул перейшов у турецький «Мерсін Ідманюрду». 30 серпня в матчі проти «Бешикташа» він дебютував у турецькій Суперлізі. 8 лютого 2015 року в поєдинку проти «Касимпаші» Халілі забив свій перший гол за нову команду. Наразі встиг відіграти за команду з Мерсіна 53 матчі в національному чемпіонаті.

## Виступи за збірні
2008 року дебютував у складі юнацької збірної Швеції, взяв участь у 21 іграх на юнацькому рівні, відзначившись 2 забитими голами.
Протягом 2014—2015 років залучався до складу молодіжної збірної Швеції. У її складі Абдул виграв молодіжний чемпіонат Європи 2015 року у Чехії. На турнірі він зіграв у матчах проти збірних Данії, Італії, Англії і двічі Португалії, причому у вирішальному фінальному матчі Халілі не забив післяматчевий пенальті, але його збірна таки перемогла 4:3. Всього на молодіжному рівні зіграв у 13 офіційних матчах.
2016 року захищав кольори олімпійської збірної Швеції на Олімпійських іграх 2016 року у Ріо-де-Жанейро.
8 вересня 2015 року дебютував в офіційних іграх у складі національної збірної Швеції в відбірковому матчі чемпіонату Європи 2016 року проти збірної Австрії Халілі дебютував за збірну Швеції (1:4), замінивши у другому таймі Альбіна Екдаля. Наразі провів у формі головної команди країни 1 матч.

## Титули і досягнення
- Володар Кубка Швеції (2):

«Гельсінгборг»: 2010
«Гаммарбю»: 2020/21
- Молодіжний чемпіон Європи (1):

Швеція (U-21): 2015